# Thomas B. McCabe

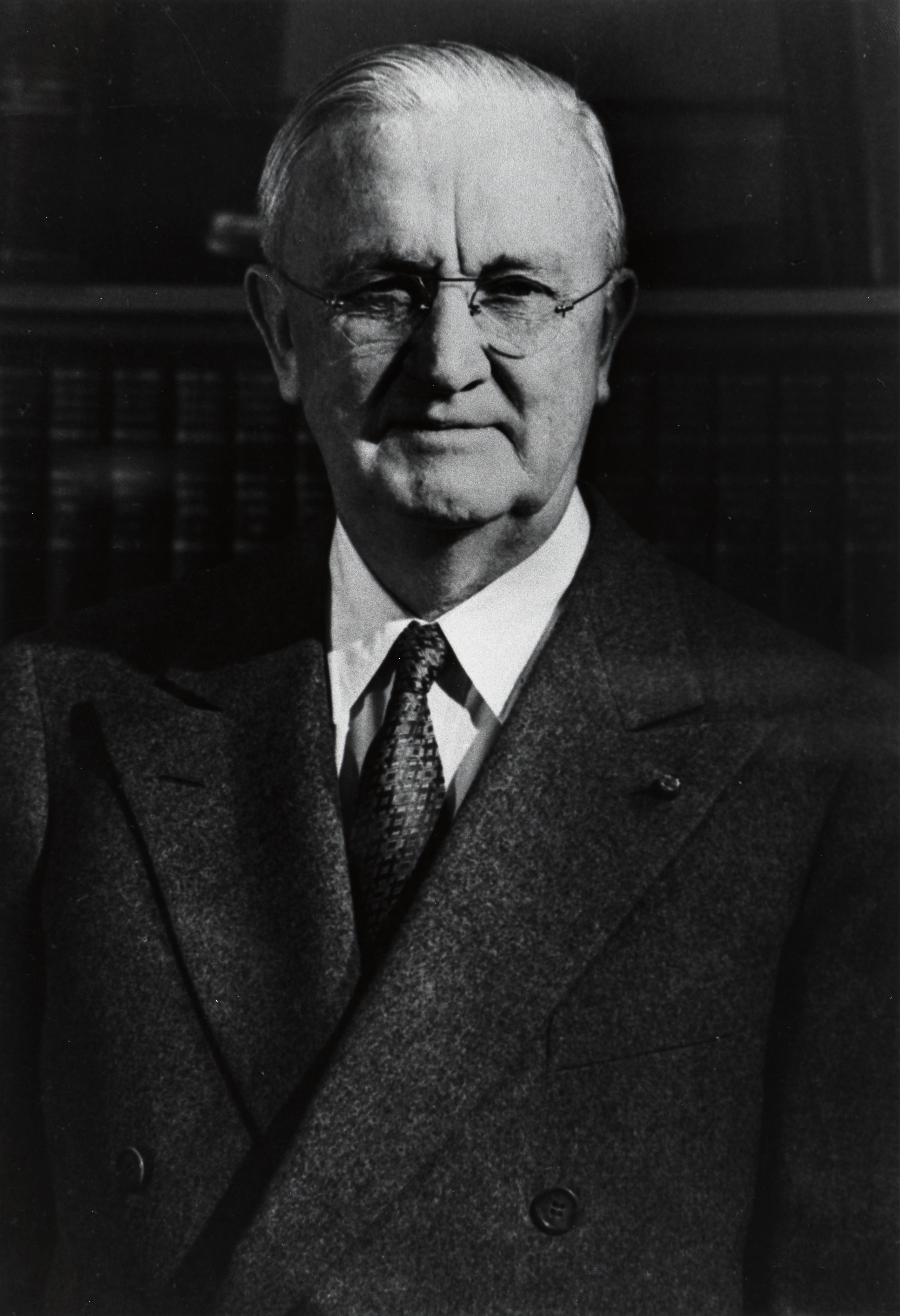
Thomas B. McCabe.

Thomas Bayard McCabe, född 11 juli 1893 i Whaleyville i Maryland, död 27 maj 1982 i Swarthmore i Pennsylvania, var en amerikansk företagsledare och statstjänsteman. Han var ordförande för USA:s centralbankssystem Federal Reserve System, det vill säga centralbankschef, mellan den 15 april 1948 och den 31 mars 1951.
Han avlade en kandidatexamen i nationalekonomi vid Wilmington Conference Academy, numera Swarthmore College. Efter studierna började han 1916 arbeta för massa- och pappersproducenten Scott Paper Company. Året därpå tog McCabe värvningen hos USA:s armé och stred under första världskriget och återvände därefter till företaget. Han avancerade i hierarkin hos Scott Paper från att vara assisterande säljchef till att bli president och VD. År 1937 blev McCabe utnämnd till ledamot i styrelsen för den regionala centralbanken Federal Reserve Bank of Philadelphia men två år senare tog han över ordförandeklubban. Under andra världskriget tog han tjänstledigt från Scott Paper och arbetade för president Franklin D. Roosevelts kabinett. Hans funktioner under och efter kriget var vice chef för prioriteringsavdelningen hos Office of Production Management, vice chef för Lend-Lease-programmet, kommissarie för USA:s armés och USA:s flottas försäljningsprogram av överflödigt krigsmateriel samt medlem i USA:s handelsdepartements rådgivningsorgan för handelsfrågor. Efter sin civila insats under andra världskriget mottog han Medal for Merit-medaljen. Han återvände till Scott Paper 1946 men var där bara två år innan president Harry S. Truman utnämnde McCabe till ny ordförande för Federal Reserve System. Han satt på den posten fram till den 31 mars 1951 när han avgick och ersattes av William McChesney Martin. McCabe återvände till den privata sektorn.
År 1982 avled McCabe vid 88 års ålder i sitt hem i Swarthmore i Pennsylvania.